# Año Internacional de Solidaridad con el Pueblo Palestino
El año 2014 fue proclamado Año Internacional de Solidaridad con el Pueblo Palestino por la Asamblea General de las Naciones Unidas mediante la resolución A/RES/68/12, aprobada el 26 de noviembre de 2013. Esta designación reafirmó el compromiso permanente de las Naciones Unidas con la cuestión palestina hasta su resolución completa y satisfactoria conforme a la legalidad internacional.
Si bien la iniciativa recibió un amplio respaldo dentro del sistema de las Naciones Unidas y fue acogida favorablemente por numerosos Estados y organizaciones, algunos Estados miembros expresaron reservas. Durante la 58ª sesión plenaria de la Asamblea General, la resolución A/RES/68/12 fue aprobada con 110 votos a favor, 7 en contra y 56 abstenciones. Países como Estados Unidos, Canadá, Australia, Israel, Micronesia, Islas Marshall y Palaos votaron en contra, manifestando preocupaciones respecto a un posible enfoque unilateral de la resolución, al centrarse exclusivamente en la causa palestina sin abordar integralmente las responsabilidades compartidas en el conflicto. Estas diferencias reflejan las tensiones diplomáticas y la diversidad de perspectivas sobre el papel que debe desempeñar la ONU en la búsqueda de una solución justa y duradera al conflicto israelí-palestino.
El objetivo central de este año conmemorativo fue movilizar la solidaridad y el respaldo de la comunidad internacional hacia el pueblo palestino en su lucha por la autodeterminación y la creación de un Estado independiente. La proclamación enfatizó el compromiso con una solución pacífica basada en las resoluciones pertinentes de la ONU, los principios de la Conferencia de Madrid, la Iniciativa de Paz Árabe y la hoja de ruta del Cuarteto para una solución biestatal.

## Actividades y alcance
Durante 2014, se llevaron a cabo diversas actividades en cooperación con gobiernos, organismos de las Naciones Unidas, organizaciones intergubernamentales y la sociedad civil. Estas iniciativas buscaron generar conciencia sobre la situación de la población palestina, promover su derecho a la libre determinación y fortalecer la solidaridad internacional en un contexto de inestabilidad política y crisis humanitaria, marcado por el bloqueo a Gaza, la expansión de asentamientos y recurrentes enfrentamientos armados.
El Comité para el Ejercicio de los Derechos Inalienables del Pueblo Palestino lideró la organización de eventos, con el apoyo del Secretario General de la ONU, Ban Ki-moon, incentivándose la participación de parlamentos, organizaciones internacionales y actores de la sociedad civil para coordinar esfuerzos en favor de su causa.
Las actividades conmemorativas incluyeron conferencias, seminarios y campañas de sensibilización en distintas partes del mundo. La ONU también alentó la cooperación con la Comisión de Conciliación de las Naciones Unidas para Palestina y otros órganos vinculados a la causa palestina. Se promovió la difusión del informe del Comité para el Ejercicio de los Derechos Inalienables del Pueblo Palestino entre los órganos de la ONU, para facilitar la adopción de medidas adecuadas en favor de la autodeterminación de la población palestina